# Крезлук
Крезлук је насељено мјесто у Босни и Херцеговини у општини Јајце које административно припада Федерацији Босне и Херцеговине. Према попису становништва из 1991. у насељу је живјело 154 становника.

## Становништво
| Националност       | 1991. | 1981. | 1971. | 1961. |
| Срби               | 130   | 141   | 93    | 190   |
| Муслимани          | 24    | 23    |       | 1     |
| Хрвати             |       |       | 1     |       |
| остали и непознато |       | 5     |       |       |
| Укупно             | 154   | 169   | 95    | 190   |

| Демографија | Демографија | Демографија |
| Година      | Становника  | Становника  |
| ----------- | ----------- | ----------- |
| 1961.       | 190         |             |
| 1971.       | 95          |             |
| 1981.       | 169         |             |
| 1991.       | 154         |             |